# Équipe de La Réunion des moins de 17 ans de football
Maillots
L'équipe de La Réunion des moins de 17 ans est une sélection de joueurs de moins de dix-sept ans au début des deux années de compétition placée sous la responsabilité de la Ligue réunionnaise de football. Lors de l'édition de 2011 de la Coupe d'Afrique des nations des moins de 17 ans, la dernière édition jouée par l'équipe, elle bat l'Angola pendant les qualifications mais perd aux portes du premier tour face au futur vainqueur, le Burkina Faso.

## Parcours en Coupe d'Afrique des nations des moins de 17 ans
- 1995 : Non inscrite
- 1997 : Non inscrite
- 1999 : Non inscrite
- 2001 : Non inscrite
- 2003 : Non inscrite
- 2005 : Non inscrite
- 2007 : Non qualifiée
- 2009 : Non qualifiée
- 2011 : Non qualifiée
- 2013 : Non inscrite
- 2015 : Non inscrite
- 2017 : Non inscrite
- 2019 : Non inscrite
- 2021 : Compétition annulée en raison de la pandémie de Covid-19
- 2023 : Non inscrite

## Parcours en Coupe du monde des moins de 17 ans
- 1985 : Non inscrite
- 1987 : Non inscrite
- 1989 : Non inscrite
- 1991 : Non inscrite
- 1993 : Non inscrite
- 1995 : Non inscrite
- 1997 : Non inscrite
- 1999 : Non inscrite
- 2001 : Non inscrite
- 2003 : Non inscrite
- 2005 : Non inscrite
- 2007 : Non inscrite
- 2009 : Non inscrite
- 2011 : Non inscrite
- 2013 : Non inscrite
- 2015 : Non inscrite
- 2017 : Non inscrite
- 2019 : Non inscrite
- 2021 : Compétition annulée en raison de la pandémie de Covid-19
- 2023 : Non inscrite